# Караман, Станко
Станко Лука Караман (макед. Станко Караман; 8 декабря 1889, Сараево, Боснийский вилайет, Османская империя — 17 мая 1959, Скопье, Социалистическая Республика Македония, СФРЮ) — югославский биолог, зоолог. Доктор наук.

## Биография
По происхождению боснийский серб. Изучал естественные науки в университетах Загреба и Неаполя. В 1919—1924 годах работал ассистентом в Национальном зоологическом музее и Зоологическом институте в Загребе.
Поселился в югославской Македонии в 1924 году, работая над ихтиофауной, опубликовал свои исследования Pisces Macedoniae.
Изучал рыб, рептилий, земноводных и летучих мышей среди млекопитающих. Посвятил бо́льшую часть своей исследовательской работы пресноводным ракообразным из отрядов Amphipoda и Isopoda. Первым в стране начал систематические исследования пресноводной и подземной фауны и пещер. Описал около шестидесяти новых, ранее неизвестных видов и низших форм рыб и около 150 новых родов, видов и других форм пресноводных ракообразных, в основном эндемичных.
Опубликовал более 120 научных работ.
Известный исследователь бокоплавов и равноногих.
В 1926 году основал Природоведческий музей (позже — Македонский музей естественной истории) в Скопье, а в 1928 году — Зоологический сад Скопье. Основатель музейных журналов «Acta» и «Fragmenta balkanica».
В его честь названо около тридцати видов, например Delamarella karamani Petkovski, 1957 (Harpacticoida), Stygophalangium karamani Oudemans, 1933 (Arachnida), Macedonethes stankoi karamani, 2003 (Isopoda).

## Избранные публикации
- Pisces Macedoniae, Split 1924 pp. 90
- Komarci Dalmacije i njihovo suzbijanje. — Glasnik Ministarstva narodnog zdravlja, Institut za proucavanje i suzbijanje malarije Trogir, Split, 1925, pp. 1-40.